# ロンプク☆淳
『ロンプク☆淳』（ロンプク☆あつし）は九州朝日放送（KBCテレビ）で2015年4月18日から2021年3月22日まで放送されていたテレビのバラエティ番組。田村淳の冠番組である。

## 概要
ロンドンブーツ1号2号の田村淳が福岡空港から降り立ち、そこから「少しいかつい」番組のディレクターと「おちゃめ」なタクシードライバーの2人の案内役と共に、楽しいことを求め、淳が福岡の人々とふれあいながら、福岡県内を“遊ぶ”というもの。また、「ロンプク生態調査」のコーナーでは淳が福岡人の「プライベートな話題」に触れながら、スタジオトークを展開していく。2020年現在のコーナーは、3万円で視聴者の夢を叶える「田村銀行」、捨てたくても捨てられない物を番組が代わりに捨ててくれる「田村産業」等がある。
KBCテレビでは2015年3月まで土曜日の午前中は『週末まるごと!よくばりミルキィ』と『とっても健康らんど』を放送しており、その両者の番組の間の放送枠はドラマの再放送で穴埋めをしていたが、この番組のディレクターと田村淳との「福岡を楽しむ番組ができたらいいね」という会話から番組の企画・構想が持ち上がり、2015年4月18日から両者の番組の間の放送枠に月1回の番組としてスタートした。
当初は月1回の放送であったが、2015年7月4日から同時間帯のレギュラー番組に昇格し、同時に毎月最終週は『増刊号』としてその月の総集編も放送されるようになった。2015年10月をもって、『土曜もアサデス。』開始に伴い、本番組は土曜日の正午に放送枠が移動になり、土曜日の昼のバラエティ番組として再出発した。
2019年4月より『中居正広のニュースな会』を放送するのに伴い、2019年度からはリニューアルされる「ドォーモ」の月曜企画としての扱いになり、かつ九州地区ネット番組（KBCのほかNCC、KAB、OAB、KKBの全5局ネット）になる。
2021年3月22の放送をもって番組終了となる。

## 出演者

### 現在の出演者
- 田村淳（ロンドンブーツ1号2号）
- 中上真亜子
- 平田たかこ
- 原直子（LinQ）

### 過去の出演者
- 山﨑萌絵（KBCアナウンサー）

産休により降板している。

## 放送日時の変遷
| 放送期間                  | 放送時間               | 備考 |
| ------------------------- | ---------------------- | --- |
| 2015年4月18日 - 6月20日   | 第3土曜 10:30 - 11:25  | 月1回の放送。 |
| 2015年7月4日 - 9月26日    | 毎週土曜 10:30 - 11:25 | 最終週は『増刊号』（総集編）として 10:30 - 11:00 の放送。                                                                                               |
| 2015年10月3日 - 2019年3月 | 毎週土曜 12:00 - 12:55 | |
| 2019年4月1日 -            | 毎週月曜 00:20 - 00:50 | 月曜ドォーモとしての扱い。長崎文化放送(NCC)、熊本朝日放送(KAB)、大分朝日放送(OAB)、鹿児島放送(KKB)全5局ネット。KBCのみ、月曜11:10 - 11:40に再放送あり。 |

- 山口朝日放送でも、土曜9:30 -（不定期）放送されていたが、2020年3月28日からは日曜0:20 - 0:50（土曜深夜）に定期放送を開始した。
- 福島放送(テレビ朝日系)でも、土曜10:45-で放送されている。
- メ～テレ(名古屋テレビ放送)でも、2020年4月より水曜1:56-で放送されている。

## スタッフ
- 企画構成：田村淳
- 制作協力：KBC映像
- 制作著作：九州朝日放送